# Каунасский железнодорожный мост
Каунасский железнодорожный (Зелёный) мост (лит. Kauno geležinkelio (Žaliasis) tiltas) — железнодорожный металлический ферменный мост через реку Нямунас в Каунасе, Литва. Соединяет центральную часть города с районом Нижняя Фреда. Выше по течению находится Панемунский мост, ниже мост Чюрлениса. Мост включён в Регистр культурных ценностей Литовской Республики, охраняется государством (код 22215). Один из крупнейших мостов Литвы.

## История

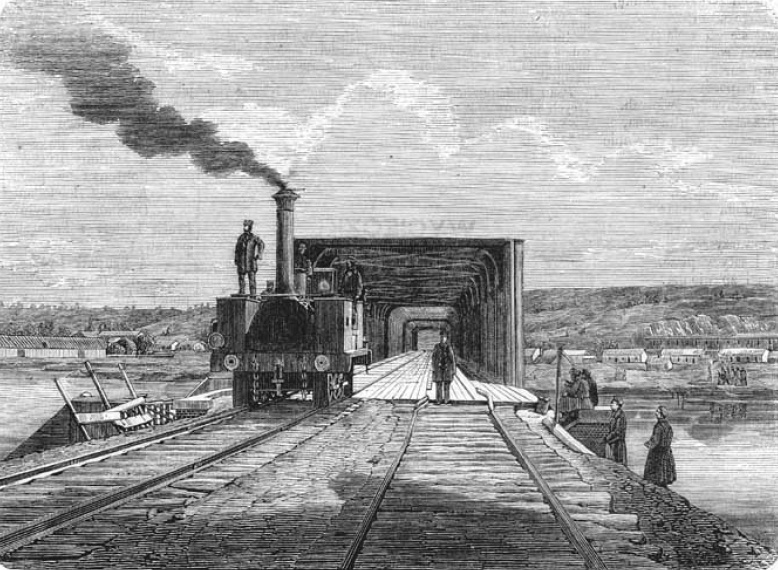
Железнодорожный мост в 1860-х гг.

Мост построен в составе строительства линии от станции Ландварово до прусской границы (ст. Вержболово) Петербурго-Варшавской железной дороги, одновременно с железнодорожным тоннелем на правом берегу реки. Автором проекта был инженер Сезанн (лит. Cézanne). Строительство велось с апреля 1859 года по 4 февраля 1862 года французской компанией Ernest Goüin et compagnie. Металлические части моста были изготовлены во Франции, а затем доставлены на корабле в Каунас. Фермы среднего пролёта собирались в мастерских  на левом берегу и затем с помощью понтонов и гидравлических домкратов монтировались на опоры. Остальные фермы собирались на подмостях. 21 ноября 1861 года была смонтирована последняя ферма. Для строительства было использовано 2025 т стали и 2130 т чугуна. Общая стоимость строительства составила 904 тыс. рублей. Первый поезд пересек мост 27 февраля 1862 года.
Промежуточные опоры состояли из чугунных колонн, шириной вверху 3,22 м, а внизу 3,50 м, собранных из отдельных, сболченных между собой чугунных звеньев. Во время работ по погружению опор погиб один рабочий. После погружения опоры были заполнены гидравлическим бетоном. 2 колонны поддерживали пролетное строение, остальные две служили основанием для ледорезов из чугуна и железа.
Пролётное строение представляло собой неразрезную четырёхпролётную ферму со сплошной стенкой с крайними пролётами по 71,48 м, средними по 78,52 м и двумя дополнительными береговыми пролётами длиной 10,7 м каждый. Высота ферм составляла 6,75 м, ширина — 8 м.
В ночь с 17 на 18 августа 1915 года два центральных пролёта моста были взорваны отступавшими русскими войсками. Немцами был построен временный понтонный мост. В ноябре того же года силами русских военнопленных и немецких военных началось восстановление постоянного моста. Крайние пролёты были укреплены параболическими фермами. 14 апреля 1916 года мост был торжественно открыт в присутствии П. Гинденбурга, Э. Людендорфа и других немецких военачальников. Новый мост получил официальное название Reichsbrücke. В первый год после ремонта мост был окрашен свинцово-зелёной краской, после чего получил название Зелёный железнодорожный мост.
В межвоенный период, когда через Нямунас существовал только один мост, железнодорожный мост также использовался в качестве автомобильного. В междупутье была устроена полоса для движения гужевого транспорта, велосипедистов и автомобилей. Движение грузовиков и автобусов по мосту было запрещено.
24 июня 1941 года мост был взорван по приказу генерала Шлемина. Осенью того же года мост был восстановлен немцами. Параболические фермы были заменены прямоугольными. В таком виде мост служил до лета 1944 года, когда отступавшие немецкие войска взорвали мост. Существующий мост построен в 1945—1948 годах инженерными войсками СССР. В 1961 году на мосту устроены пешеходные тротуары.
В 1996 году мост был внесён в регистр культурных ценностей Литвы. В 2002 году, после открытия моста Чюрлениса, расположенного менее чем в 100 м ниже по течению, пешеходное движение по железнодорожному мосту было закрыто.
В 2014 году компанией UAB «Švykai» произведён капитальный ремонт моста. В ходе работ выполнен ремонт и антикоррозионная защита металлоконструкций, ремонт железобетонный конструкций опор. Работы выполнялись без закрытия движения по мосту.

## Конструкция
Мост восьмипролётный металлический. Русловая часть перекрывается балочными фермами с параллельными поясами. Боковые пролёты — металлические клепаные двутавровые балки. Опоры монолитные железобетонные. Длина моста составляет 360 м, ширина — 10,35 м.
Мост двухпутный, предназначен для движения железнодорожного транспорта. Пешеходное движение по мосту запрещено.